# タカユ機01
タカユ機01（たかゆきぜろわん、1983年12月15日 - ）は日本のお笑い芸人。旧芸名「トミウラタカユ機」で、本名の読みは同じだが漢字は非公開。

## 人物・略歴
- 千葉大学教育学部卒業。
- 2007年4月28日にピン芸人デビュー。2009年に、印度の林檎とタンデム・シップと共に、笑業団体しきかけ一味を結成。特撮ヒーローのファンで、自らを特撮ヒーロー芸人と称してネタ中に入れている。また、ニコニコ生放送の番組「特撮応援トーク番組 スーパーヒーローNight☆」のMCをやっていた。2013年4月15日のブログ記事で笑業団体しきかけ一味を退団することを発表。

- 2013年2月14日に一般女性と入籍、6月8日に結婚。

## 出演
笑業団体しきかけ一味として多数出演している。
【TV】
- NHK「テレ遊びパフォー!」
- チバテレビ「ニュースＣマスター」
- J:COM所沢エリア「イイとこＴＶ!」
- テレビ朝日「獣電戦隊キョウリュウジャー」(2013年4月28日)

【雑誌】
- 週刊プレイボーイ2012年7月9日発売号内、「特撮愛！」記事内にてインタビュー掲載

【ライブ】
- 「第2次スーパートミウラ大戦～2回目やるけど良いよね？答えは聞いてないっ！～」(笑業団体しきかけ一味公演、2011年6月)
- 「第3次スーパートミウラ大戦～3･回･目･キターーー!～」(2012年5月)

【ネットTV】
- 「ニコ生実験バラエティ やっちゃりーの!」(ニコニコ生放送、毎週月曜夜8:00～9:00)
- 「特撮応援トーク番組 スーパーヒーローNight☆」(ニコニコ生放送、月2回木曜夜9:00~10:00)

※2012年4月まで毎週木曜だったものの、5,6月は休止、7月12日から月2回木曜の放送になった(8月16日まで)。
- 「特撮だよ！人生は」（ニコニコ生放送、不定期）